# Stazione di Vipiteno Val di Vizze
La stazione di Vipiteno Val di Vizze (in tedesco Bahnhof Sterzing-Pfitsch) è una stazione ferroviaria posta sulla linea Brennero-Bolzano. Sita nel territorio comunale di Val di Vizze (in località Prati-Wiesen), serve tuttavia prevalentemente la città di Vipiteno, distante poche centinaia di metri.

## Storia

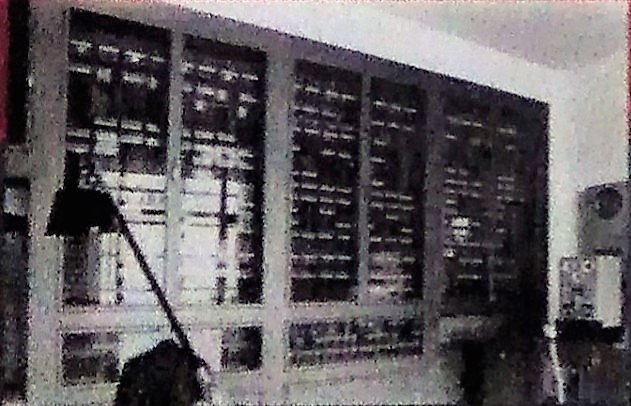
L'ufficio movimento ripreso verso la parete dei relais

Già denominata semplicemente "Vipiteno", assunse la nuova denominazione di "Vipiteno Val di Vizze" il 15 giugno 2014.